# Resolución 156 del Consejo de Seguridad de las Naciones Unidas
La resolución 156 del Consejo de Seguridad de las Naciones Unidas fue aprobada el 9 de septiembre de 1960. Luego de haber recibido un reporte del Secretario General de la Organización de Estados Americanos (OEA), el Consejo tomó nota de su aprobación con respecto a la primera resolución de la Reunión de Consultas de Ministros de Relaciones Exteriores de las Repúblicas Americanas por la cual se llegó a un acuerdo sobre la aplicación de medidas con respecto a la República Dominicana.

## Historia
Luego de la decisión de los miembros de la OEA de romper relaciones diplomáticas y sancionar al régimen de Rafael Leónidas Trujillo por su rol en el intento de asesinato del entonces Presidente de Venezuela, Rómulo Betancourt, la Unión Soviética presentó un borrador de la resolución. No obstante, esta fue rechazada por otros miembros del Consejo debido a la emisión de sanciones no militares. La resolución fue aprobada con nueve votos. La República Popular de Polonia y la Unión Soviética se abstuvieron.